# Pentanchus profundicolus
Pentanchus profundicolus – gatunek drapieżnej ryby chrzęstnoszkieletowej z rodziny Pentanchidae jedyny przedstawiciel rodzaju Pentanchus. Występuje w rejonie Filipin.